# Chavannes-des-Bois
Chavannes-des-Bois es una comuna suiza del cantón de Vaud, situada en el distrito de Nyon. Limita al norte con la comuna de Commugny, al este con Tannay y Mies, al sur con Versoix (GE), y al oeste con Grilly (FRA-01).
La comuna hizo parte hasta el 31 de diciembre de 2007 del círculo de Coppet.